# Galianthe bogotensis
Galianthe bogotensis är en måreväxtart som först beskrevs av Carl Sigismund Kunth, och fick sitt nu gällande namn av Elsa Leonor Cabral och Nélida María Bacigalupo. Galianthe bogotensis ingår i släktet Galianthe och familjen måreväxter.
Artens utbredningsområde är Colombia. Inga underarter finns listade i Catalogue of Life.